# Mistrzostwa Europy w Podnoszeniu Ciężarów 1954
34. Mistrzostwa Europy w Podnoszeniu Ciężarów odbyły się w Wiedniu od 12 do 16 października 1954 roku. W tabeli medalowej tryumfowali zawodnicy ZSRR.  

## Rezultaty
| Kategoria |                     | Wynik    |                  | Wynik    |                      | Wynik    |
| --------- | ------------------- | -------- | ---------------- | -------- | -------------------- | -------- |
| −56 kg    | Bakir Farchutdinow  | 315,0 kg | Josef Schuster   | 272,5 kg | Arvo Vehkonen        | 272,5 kg |
| −60 kg    | Rapael Czimiszkiani | 350,0 kg | Iwan Udodow      | 350,0 kg | Sebastiano Mannironi | 320,0 kg |
| −67,5 kg  | Dmitrij Iwanow      | 367,5 kg | Josef Tauchner   | 352,5 kg | Ingemar Gustavsson   | 332,5 kg |
| −75,0 kg  | Fiodor Bogdanowski  | 402,5 kg | Ermanno Pignatti | 372,5 kg | Ingemar Franzen      | 372,5 kg |
| -82,5 kg  | Trofim Łomakin      | 427,5 kg | Jean Debuf       | 405,0 kg | Václav Pšenička      | 395,0 kg |
| −90,0 kg  | Arkadij Worobjow    | 460,0 kg | Melvin Barnett   | 385,0 kg | Wilhelm Flenner      | 377,5 kg |
| +90,0 kg  | Franz Hölbl         | 425,0 kg | Eino Mäkinen     | 407,5 kg | Adelfino Mancinelli  | 390,0 kg |

## Tabela medalowa
| Poz. | Państwo         |   |   |   | Łącznie |
| ---- | --------------- | - | - | - | ------- |
| 1    | ZSRR            | 6 | 1 | 0 | 7       |
| 2    | Austria         | 1 | 1 | 1 | 3       |
| 3    | Włochy          | 0 | 1 | 2 | 3       |
| 4    | Finlandia       | 0 | 1 | 1 | 2       |
| 5    | Wielka Brytania | 0 | 1 | 0 | 1       |
|      | Francja         | 0 | 1 | 0 | 1       |
|      | NRD             | 0 | 1 | 0 | 1       |
| 8    | Szwecja         | 0 | 0 | 2 | 2       |
| 9    | Czechosłowacja  | 0 | 0 | 1 | 1       |
|      | Łącznie         | 7 | 7 | 7 | 21      |